# Sundbyholms slott

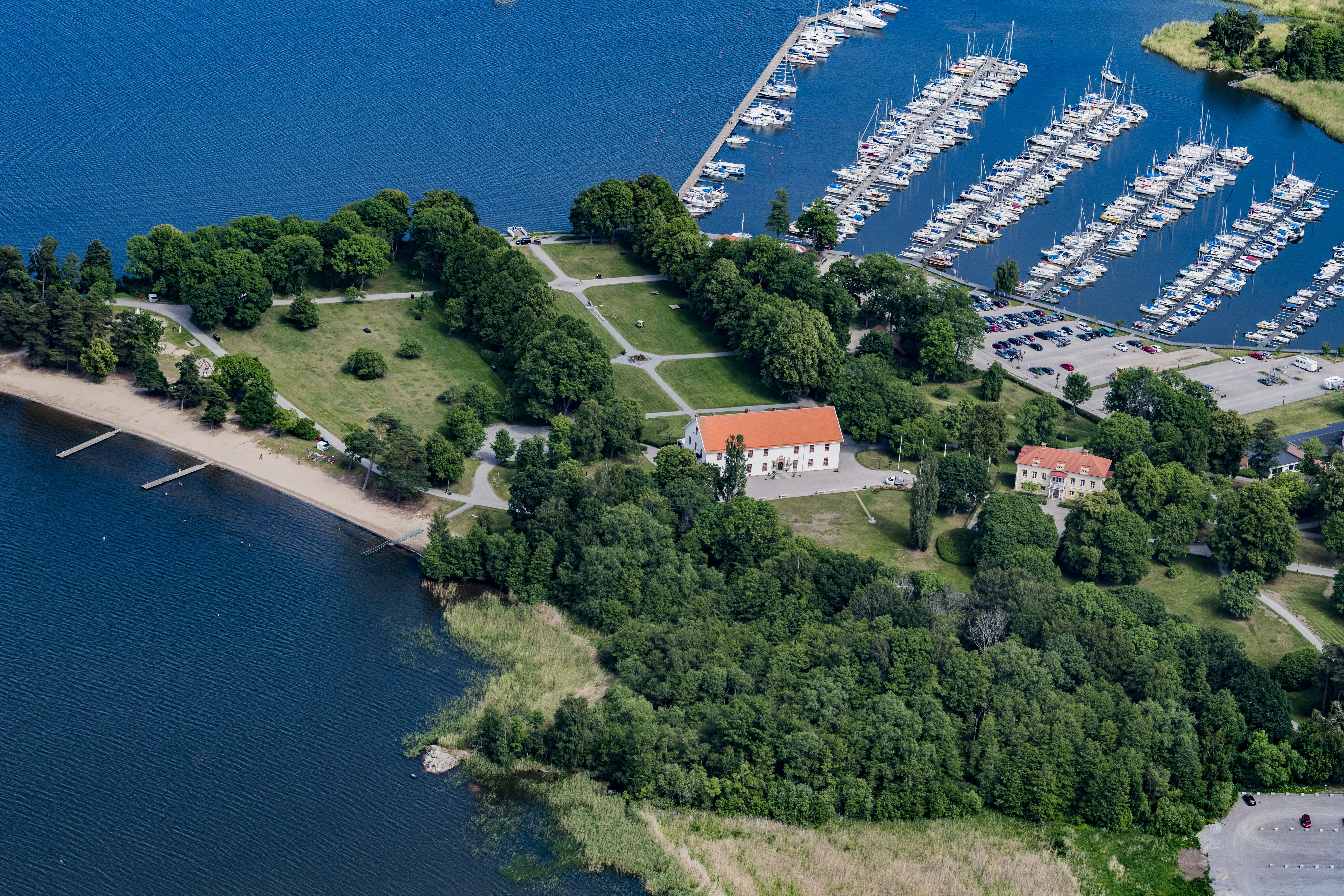
Sundbyholms slott och herrgård med omgivning från luften 2016.

Sundbyholm är ett slott vid tätorten Sundbyholm i Sundby socken, Eskilstuna kommun, Södermanland. Slottet ligger på en udde i Mälaren cirka nio kilometer nordost om Eskilstuna. Bebyggelsen drivs som hotell- och konferensanläggning.

## Historik

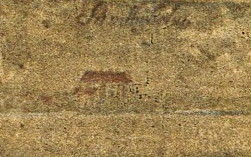
På Gripenhielms Mälarkarta, 1689.

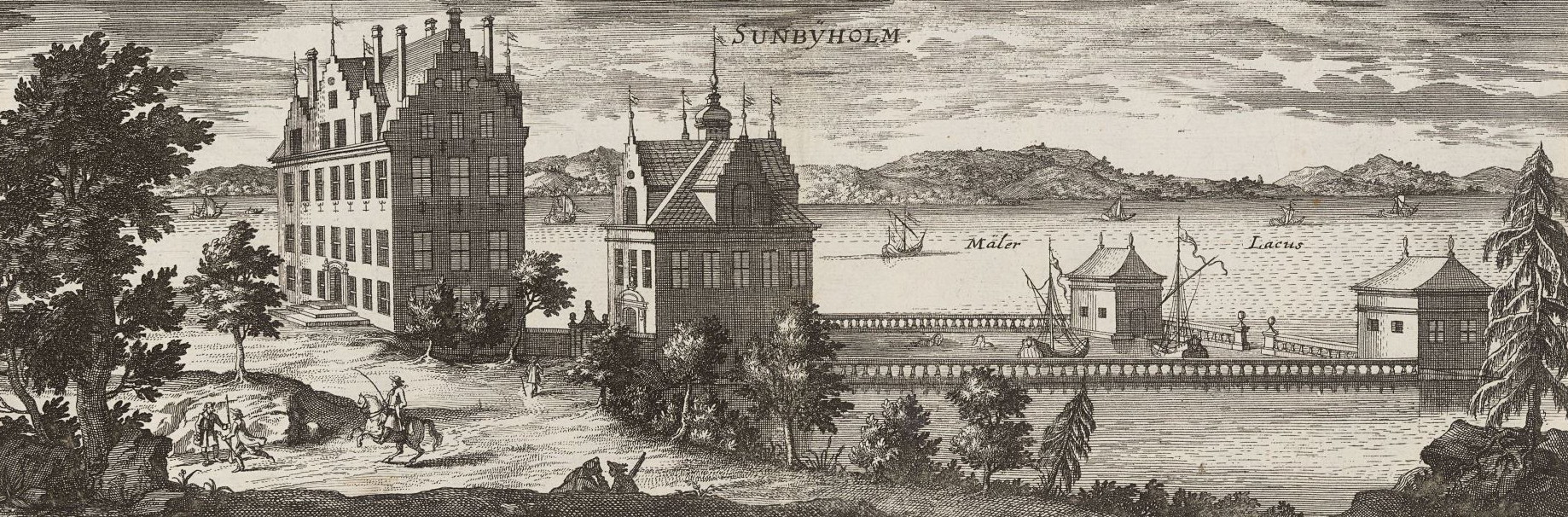
Slottet i Sueciaverket, 1890-tal.

Trakten var bebodd redan under forntid som den kända runhällen Sigurdsristningen en knapp kilometer sydost om slottet vittnar om.
Sundbyholms klostergods ägdes under medeltiden av Eskilstuna johanniterkloster. Efter reformationen 1527 indrogs egendomen till kronan och blev kungsgård. Riksamiralen Carl Carlsson Gyllenhielm fick egendomen i donation 1597 av sin far hertig Karl, sedermera Karl IX. 1615 fick Gyllenhielms nyblivna hustru Kristina Ribbing Sundbyholm i morgongåva.
På sitt gods inrättade Gyllenhielm 1629 för egna medel en skola som kallades Sundby skola eller Gyllenhielmska skolan. I projektet ingick själva skoltomten och åkerjord för lärarens försörjning. Gyllenhielmska skolan betraktas som Sveriges första folkskola och var i drift ända fram till 1987.
Till en början uppfördes endast ”Hertighuset” som var en mindre stenbyggnad vilken på grund av Gyllenhielms tolv år långa fångenskap i Polen fungerade som mangård för det stora godset. Efter återkomsten till Sverige lät han påbörja en mera ståndsmässig byggnad som stod i stort sett färdig 1648. Årtalet pryder nordöstra portalen. Två år senare avled Gyllenhielm och hans änka Kristina Ribbing flyttade då till Sundbyholm.
Eftersom Gyllenhielm saknade arvingar, övergick slottet i rikskattemästaren Seved Bååts ägo. Under 1670-talet, då sonen Carl Gabriel Bååt var ägare, moderniserades slott och park efter ritningar av arkitekt Mathias Spihler. Vid det tillfället höjdes huset med en tredje våning. Det nya utseende med säteritak och svängt gavelkrön framgår på en ganska sliten illustration i raden av utsikter över slott, gårdar och städer på Gripenhielms Mälarkarta från 1689. Byggnaden redovisas även av Erik Dahlbergh i Sueciaverket från 1600-talets slut. Hans illustration är dock starkt fantasibetonad. Exempelvis utfördes aldrig några trappgavlar och den av Dahlbergh redovisade sjögården kom inte heller till stånd.

### Portalens tänkespråk
Slottets huvudportal är inramad av röd sandsten där portalöverstycket bär två inskriptioner. Den ena är enligt traditionen ett tänkespråk skapat av kyrkoherden vid Sundby kyrka och tillkom på begäran av byggherren Gyllenhielm.

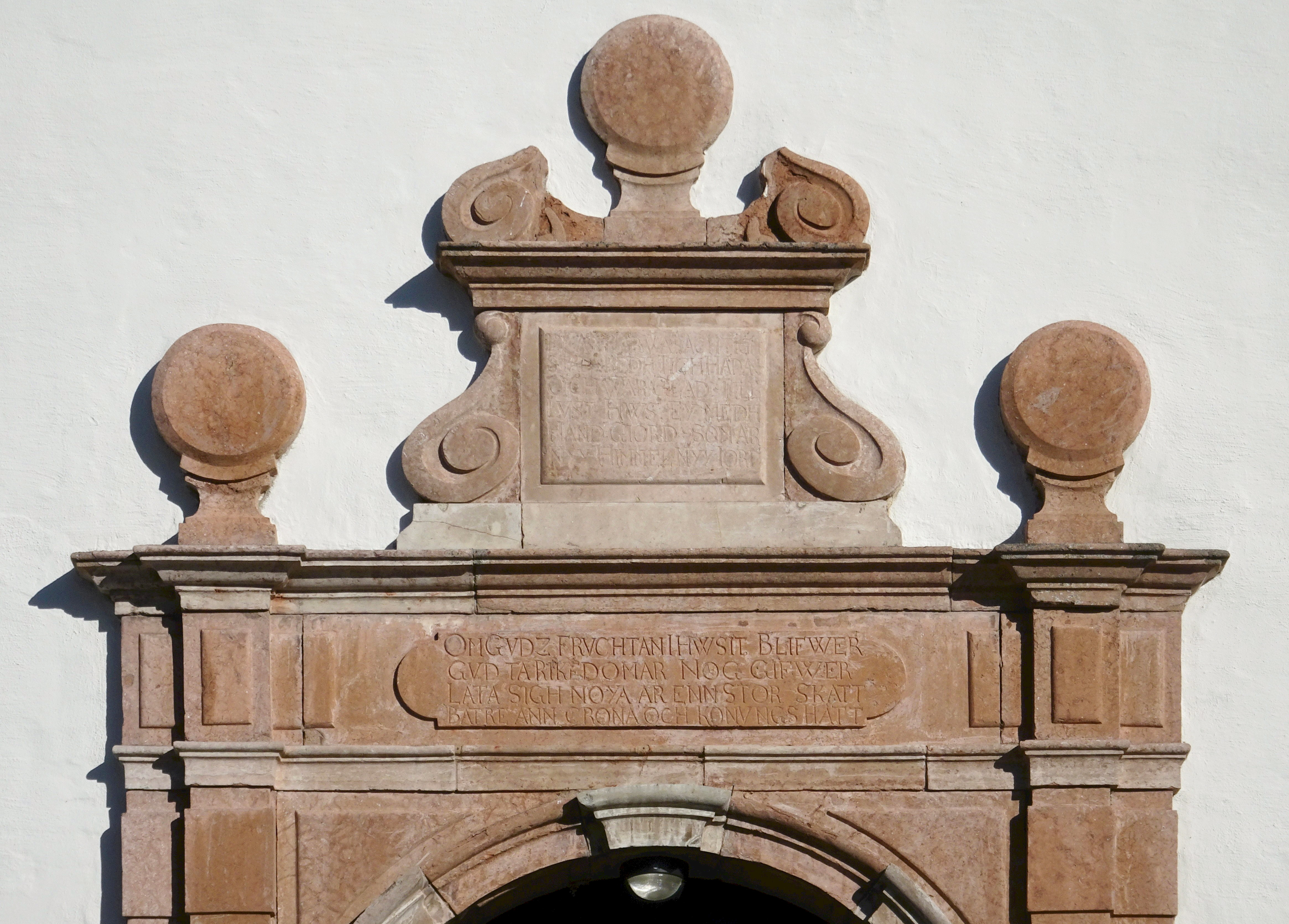
Portalöverstycket.

| ” | Om Gudz fruchtan i hwsit bilfwer Gud ta rikedomar nog gifwer Låter sigh noya är enn stor skatt Bätre änn crona och konungshatt Om Gudsfruktan i huset bliver. Gud då rikedomar giver. Låt sig nöja är en stor skatt, bättre än krona och konungshatt. | „ |

### Slottet på 1700- och 1800-talen

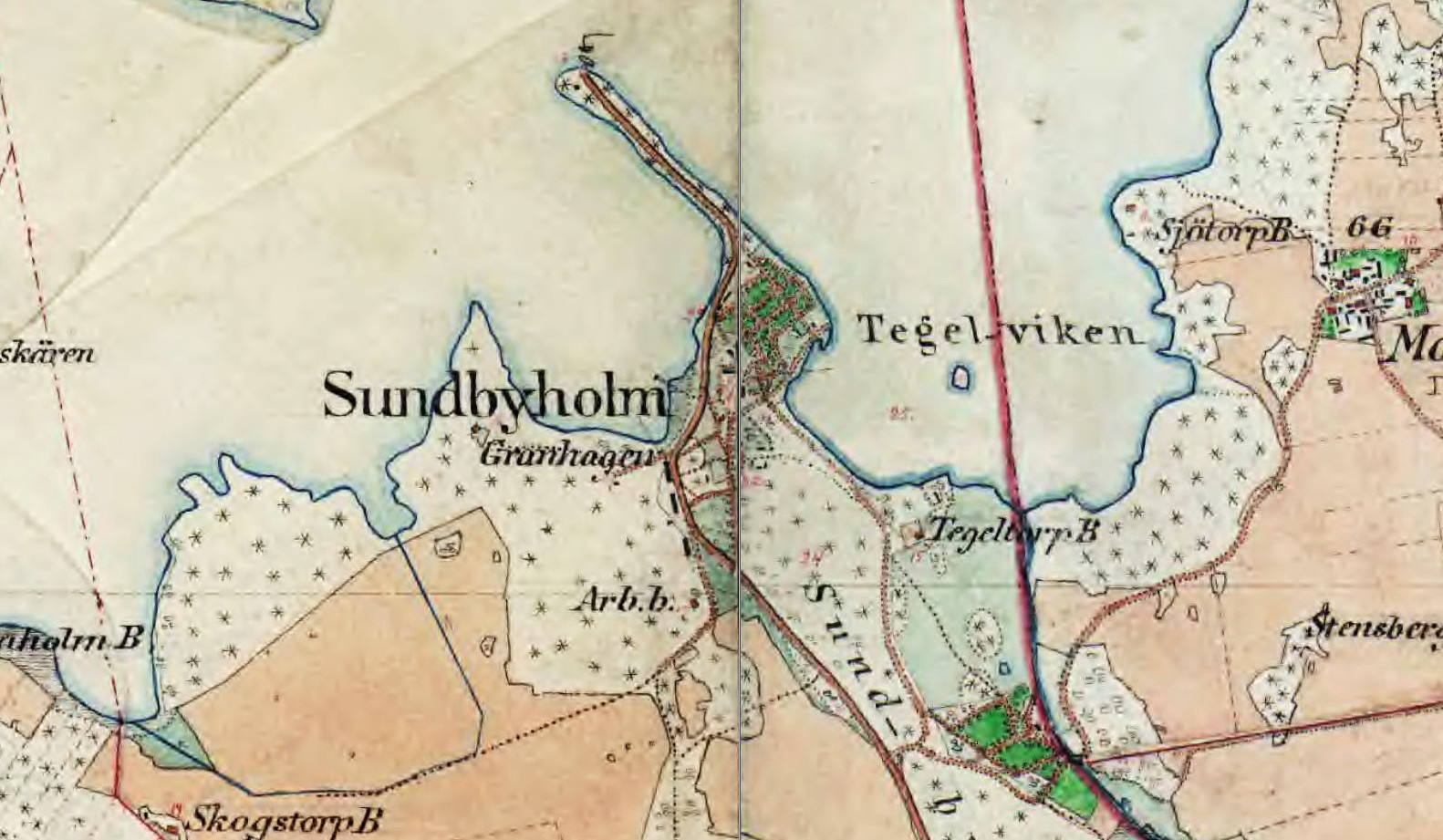
På Häradsekonomiska kartan 1897.

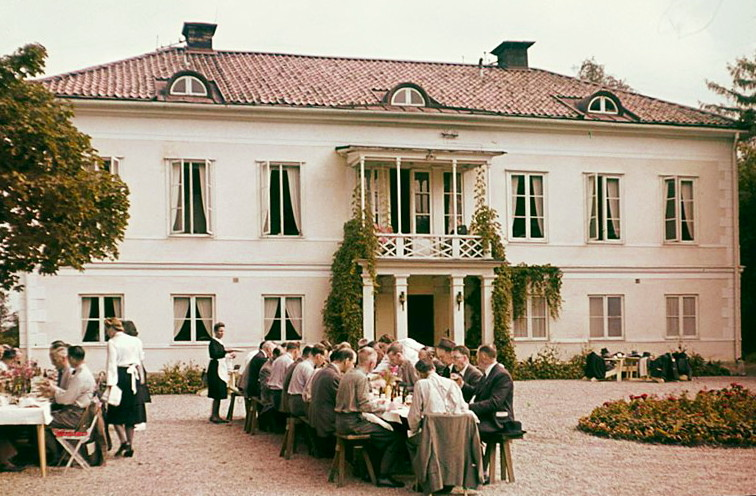
Herrgården 1942.

Från 1699 drevs godset av en mängd olika arrendatorer under kronan. Slottet skadades svårt i en häftig brand på julaftonen 1774. Förmodligen hade det nytjärade spåntaket antränds av gnistor från en av skorstenarna. Gården var då kungsgård under kronans ägo och arrenderades av kapten Adam Jakob von Schoting (1731–1777). All brännbar inredning förstördes och en del innermurar störtade samman. Man bestämde att huset skulle återuppbyggas men nu med två våningar. Inga medel anvisades dock och så blev den tidigare så påkostade byggnaden fähus och magasin.
En av de allra mest betydelsefulla personerna för Sundbyholm var arrendatorn kapten Gustaf August Coyet (1809–1893). Han förbättrade egendomen i stor utsträckning och utökade den odlade jorden med mer än 100 hektar, samt anlade plantager, parker och alléer. Efter honom övertogs arrendet av dottern Julia.
År 1819 övertogs Sundbyholm av friherre Salomon Löfvenskiöld, som året därpå lät uppföra en herrgårdsliknande byggnad öster om det till magasin förvanskade slottet. Herrgården byggdes i klassisk stil i två våningar. Huvudingången inramas av fyra kolonner i dorisk förenklad stil som bär upp en altan. Taket utfördes som valmat sadeltak. Byggnadens fasader är putsade och smyckade med lister och rusticerade hörnkedjor i puts.
Det gamla slottet med sina till små gluggar igenmurade fönster stod orört under lång tid. I det skicket återgav prins Eugen 1893 huset på sin kända målning ”Det gamla slottet”. Han befann sig då med en målarkoloni i närheten och sin tillfälliga ateljé hade prinsen i herrgårdsbyggnaden.

### Slottet i nyare tid

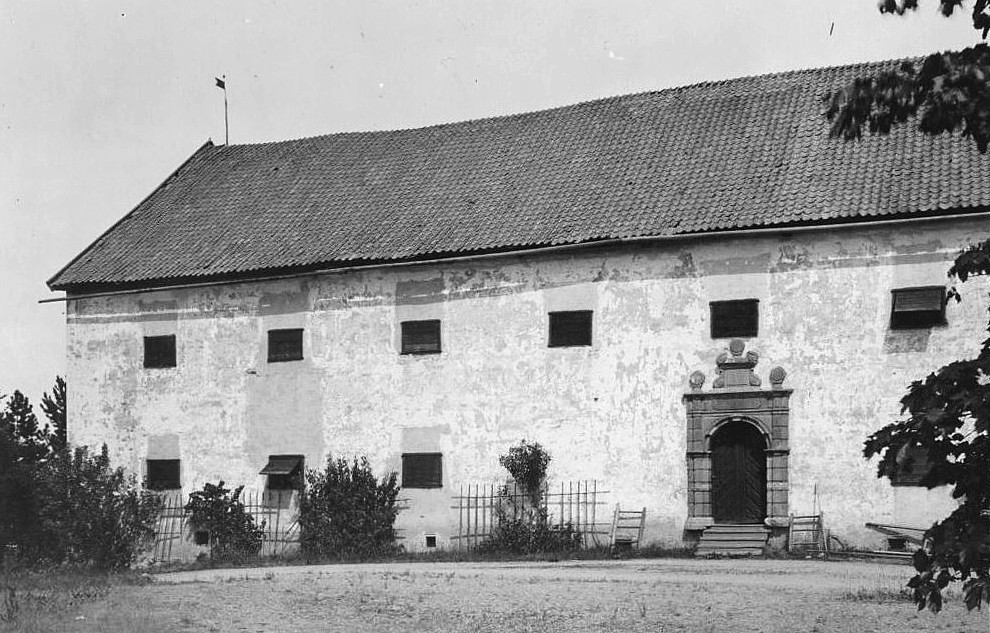
Huvudbyggnaden som magasin 1911.

Mellan 1699 och 1939 ägdes Sundbyholm av kronan och hade 18 arrendatorer. År 1939 förvärvades egendomen av Eskilstuna stad. Efter en byggnadshistorisk undersöknings började 1952 slottet restaureras. Fönsteröppningarna återställdes och slottets båda kalksetsportaler reparerades. Man beslöt att inrätta en konferensanläggning, där undre våningen upptas av kök, matsal och ekonomilokaler och övre våningen inhyser en stor konferenssal och flera mindre samtalsrum. Källarvåningen är intakt från 1600-talet och gav plats åt restaurang och klubbrum. 
För ombyggnaden svarade arkitekt Sven Tynelius och trädgården restaurerades efter ritningar av landskapsarkitekten Walter Bauer. I slottsparken märks skulpturen Maj i brons, skapad av Emil Näsvall och rest 1951 samt Prinsen i brons skapad av Sven Lundqvist och rest 2003. Verket föreställer Prins Eugen med sitt staffli i färd att måla sitt kända verk Det gamla slottet.
I dag drivs verksamheten med hotell- och konferensanläggning av det privata Sundbyholms slott AB. Företaget äger samtliga byggnader förutom slottsbyggnaden, som fortfarande innehas av Eskilstuna kommun.

## Ägarlängd
- 1597 – Carl Carlsson Gyllenhielm (genom donation)
- 1597 – Kristina Ribbing (som morgongåva av Carl Gyllenhielm)
- 1656 – Kristina Ribbings syskonbarn
- 1663 – Seved Bååt (genom arv och köp, Christina Ribbings systerson)
- 1669 – Carl Gabriel Bååt (föregåendes son)
- 1699 – Indraget till Kronan
- 1699 till 1939 – 18 olika arrendatorer under kronan
- 1939 – Eskilstuna stad (genom köp)

## Bilder

Exteriör
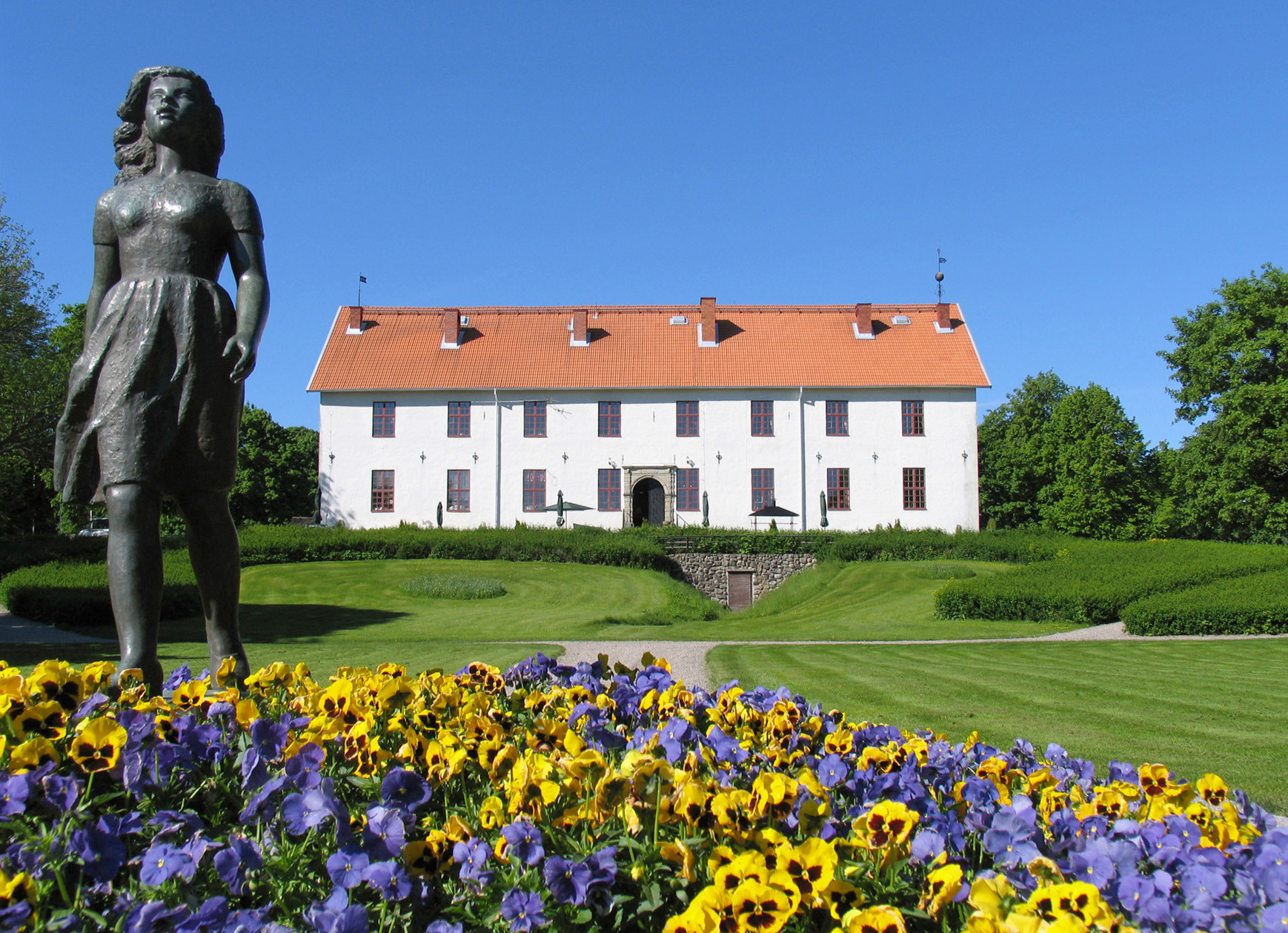
Fasad mot nordost och parken med skulpturen Maj av Emil Näsvall.
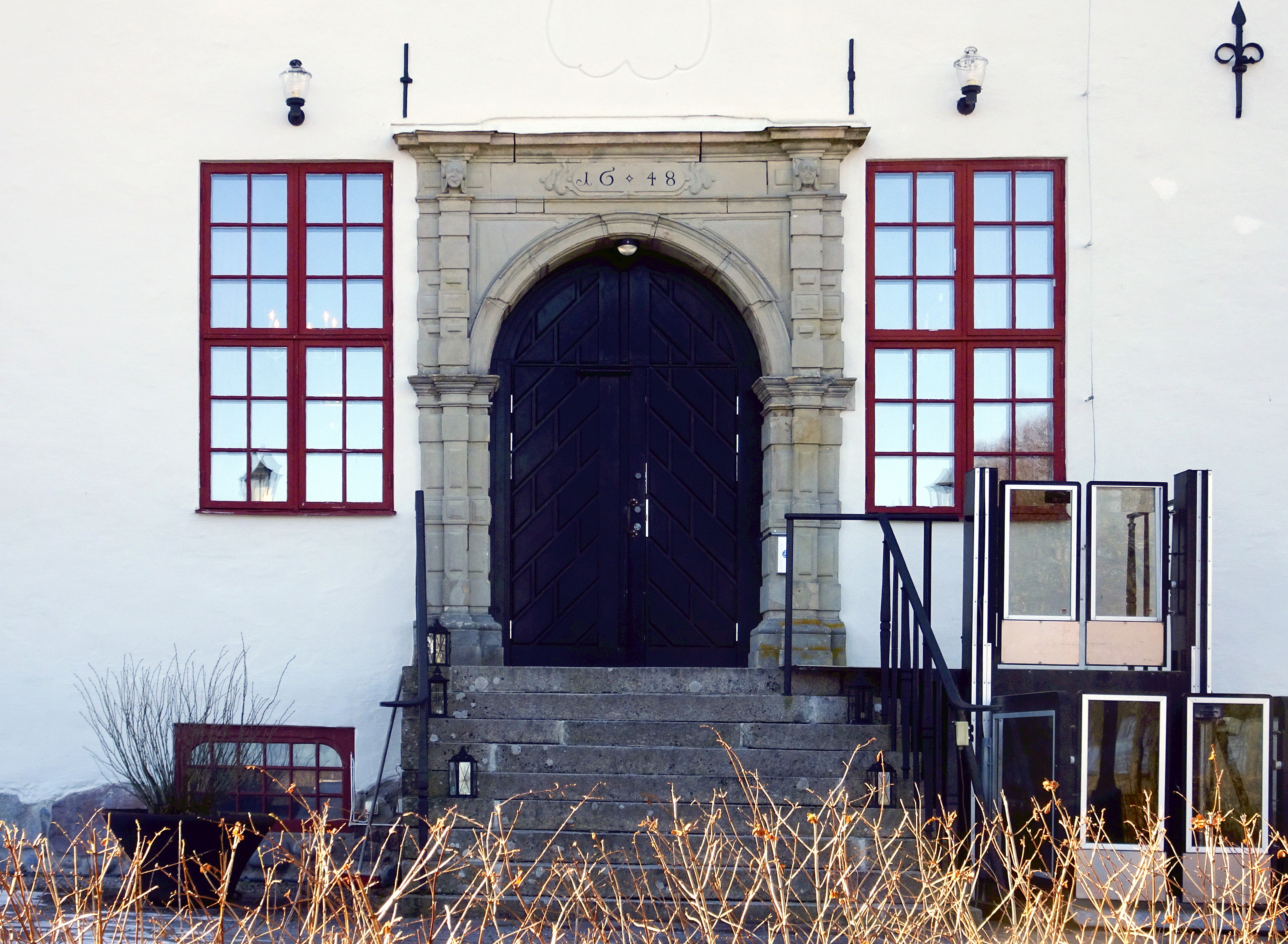
Portalen mot nordost.
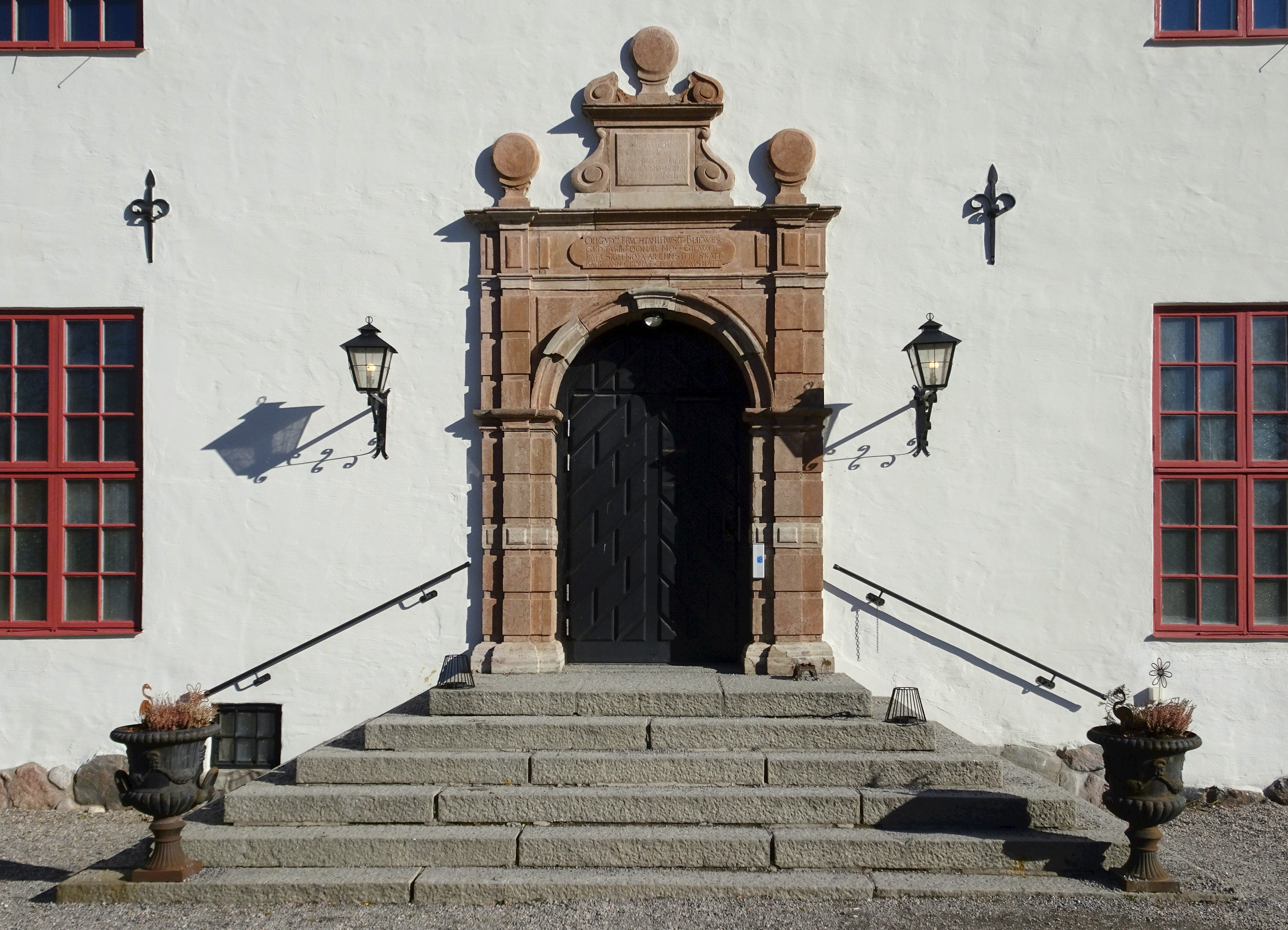
Portalen mot sydväst.
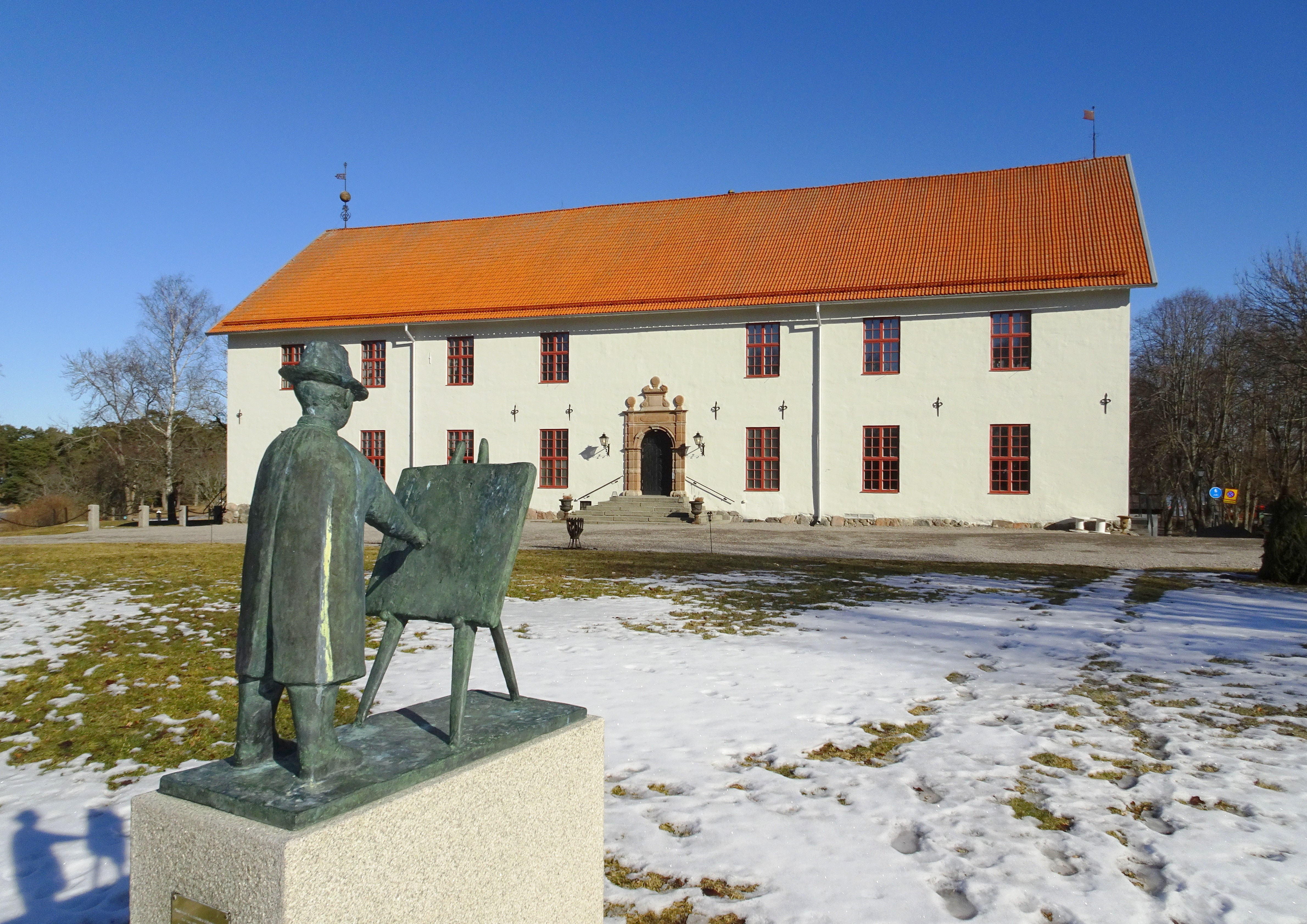
Fasad mot sydväst med skulpturen Prinsen av Sven Lundqvist.

Interiör
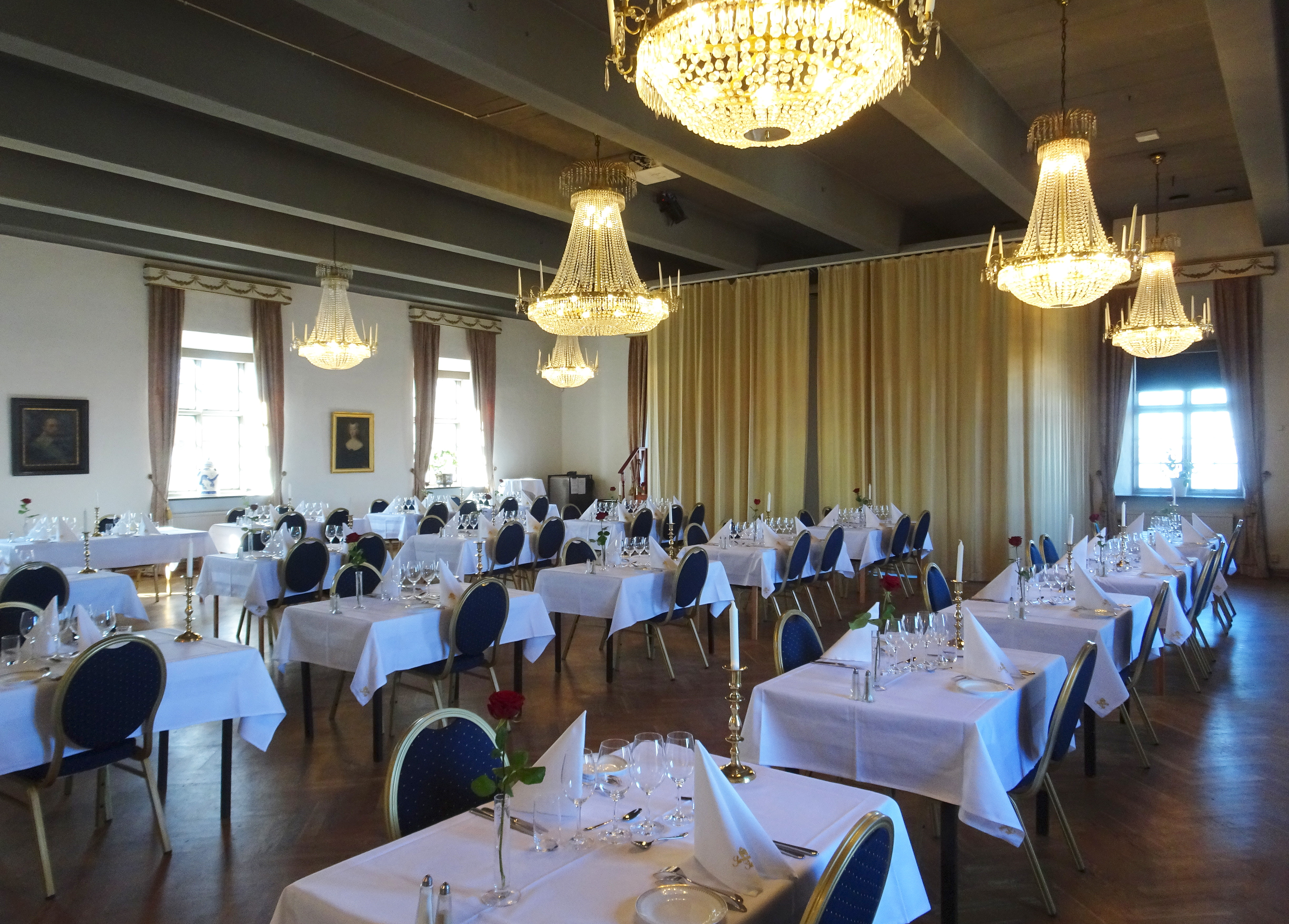
Salen på övre våningen.
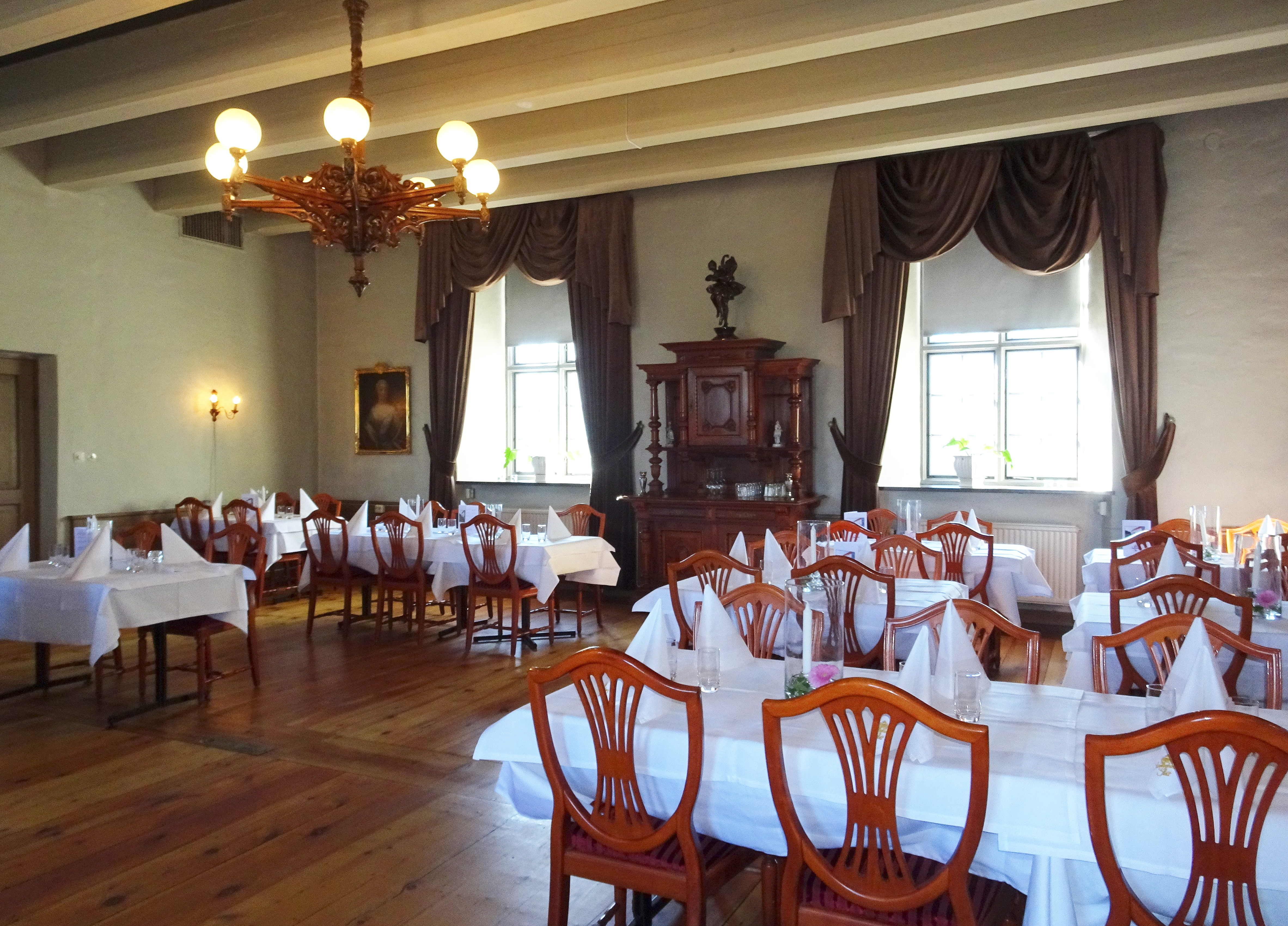
Salen på nedre våningen.
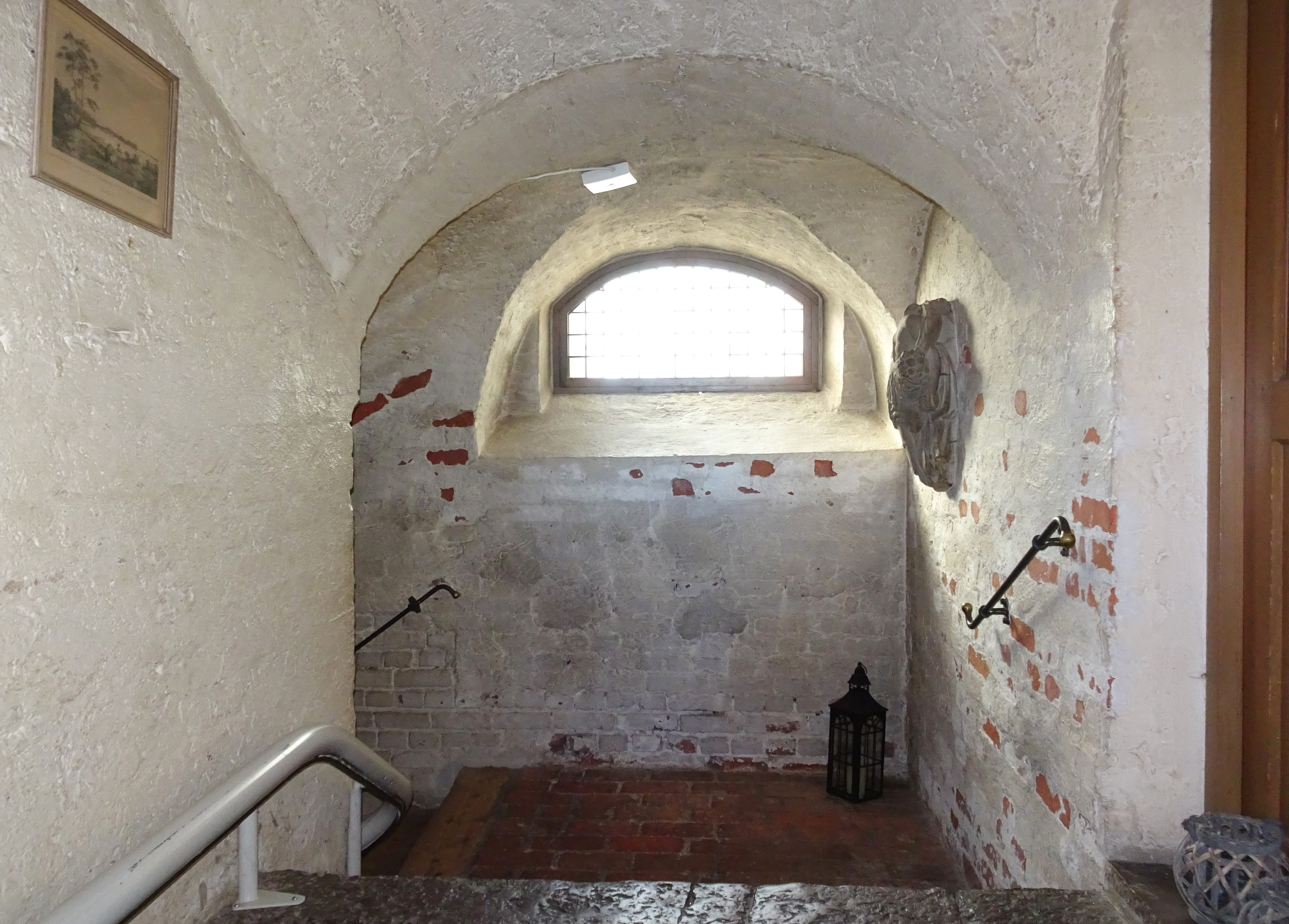
Källartrappan med valv från 1600-talet.
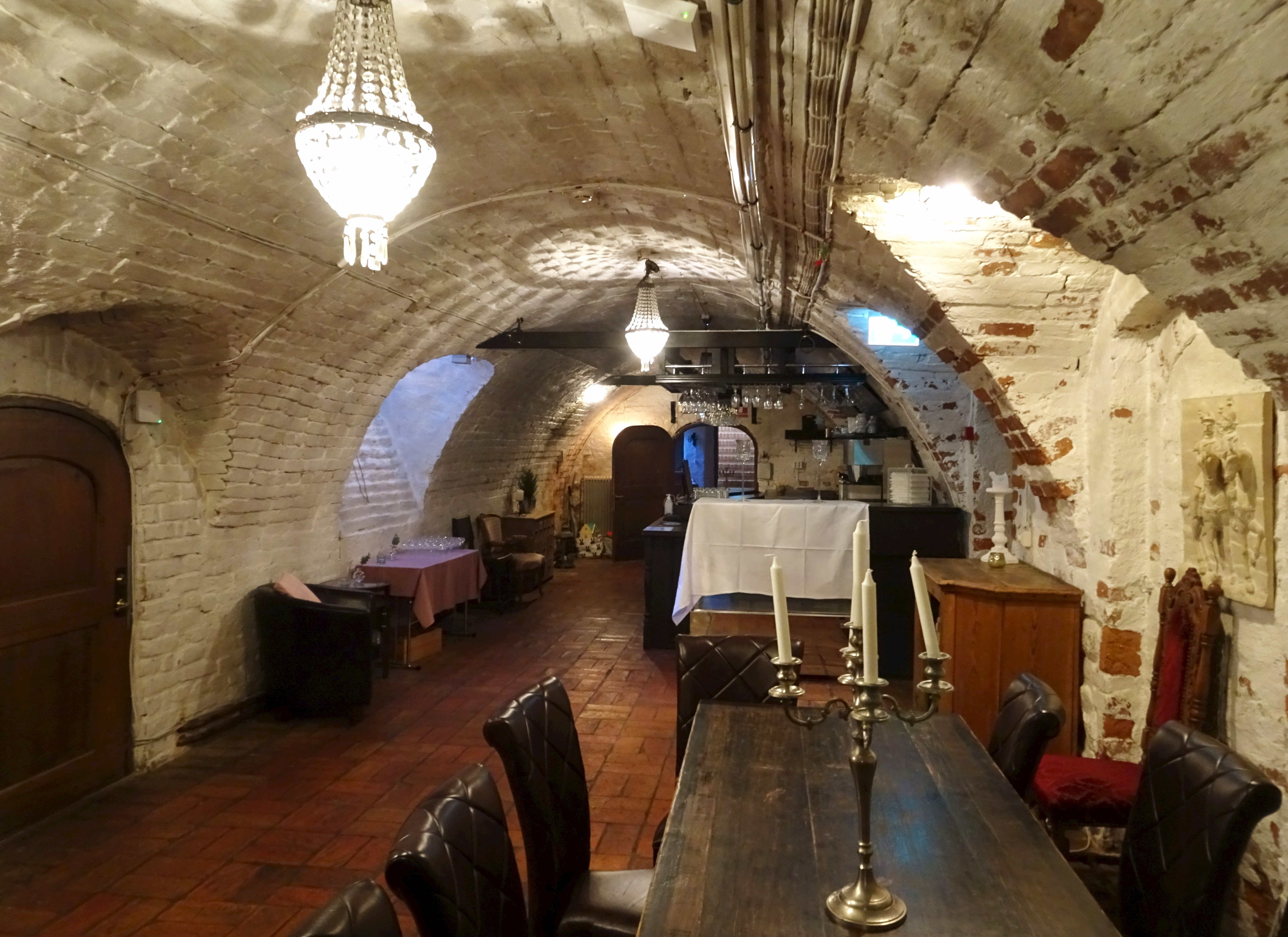
Källarvalv från 1600-talet.

## Referenser

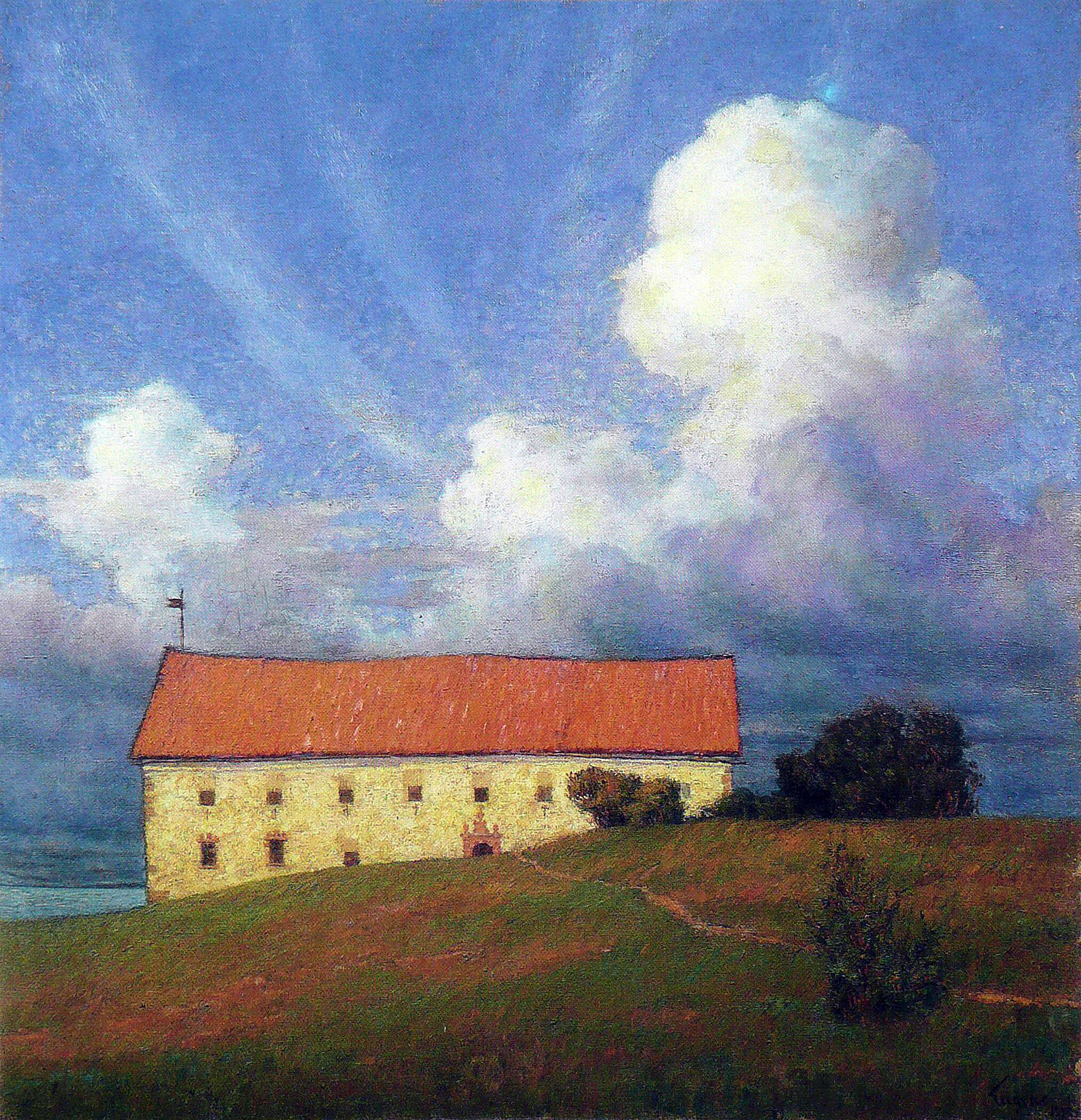
Slottet i prins Eugens tappning, 1893.